# 17052 Senthilvel
17052 Senthilvel este o planetă minoră (asteroid) din centura de asteroizi. A fost descoperită pe 20 martie 1999 la Experimental Test Site⁠(d) de Lincoln Near-Earth Asteroid Research. 
Obiectul prezintă o orbită caracterizată de o semiaxă mare de 2,6176362 UAi, o excentricitate de 0,16, o înclinație de 1,84762 ° în raport cu ecliptica.